# Чаттерджи, Просенджит
Просенджит Чаттерджи (бенг. প্রসেনজিৎ চট্টোপাধ্যায়; род. 30 сентября 1962, Калькутта, Западная Бенгалия, Индия) — индийский киноактёр, продюсер и телеведущий, который снимается преимущественно на бенгальском языке.

## Биография
Просенджит родился в Калькутте, в семье актёра Бисваджита. Он начал сниматься с пяти лет в фильме Chotto Jigyasa, культового режиссера Хришикеша Мукерджи, затем он снялся в нескольких фильмах. Учился в Calcutta Airport English High School (H.S.) до 10 класса, затем St. Xavier's Collegiate School и St. Xavier's College, там же. Но первая главную роль сыграл в фильме Duti Pata, который не имел успехов у зрителей.
Прорывом в его карьере стал фильм Amar Sangi, который имел коммерческий успех. Через 3 года дебютировался в Болливуде в фильме Aandiyan, где он сыграл сына главной героини Мумтаз, затем снялся в нескольких фильмах на хинди. Просенджит является одним из немногих бенгальских актёров, который снялся в Болливуде, не считая многоязычных фильмов.
В течение десятилетия он снимался в фильмах в жанре масала, в начале 2000-х он начал сниматься в фильме жанра параллельного кино Chokher Bali, который имел успех.
В 2006 году снялся в фильме Dosar, за которую он получил награду за лучшую мужскую роль и специальное упоминание Национальной премии.
В 2016 году Просенджит сыграл Аруна Кумара Чаттерджи (который основан на Уттаме Кумаре в сериале Mahanayak. Этот сериал основан на жизни звезды 60-х годов, карьерном взлете и падениях
Сейчас Просенджит является одним из главных звезд бенгальского кино в Индии, но продолжает сниматься. В 2018 году вёл телепередачу Ke Habe Banglar Kotipoti, бенгальской версии телепередачи Who Wants to Be a Millionaire?, в том же году вышел фильм Kishore Kumar Junior, где он сыграл певца, который поёт исключительно песни Кишора Кумара. Фильм имел успех в прокате.

## Личная жизнь
Трижды женат, сначала три года с актрисой Дебашри Рой, затем Апарной Гухатхакурта. Сейчас женат на Априте Пал, имеет дочь Прерону и сына Тришанджита

## Фильмография
| Год  |   | Русское название | Оригинальное название            | Роль                                       |
| ---- | - | ---------------- | -------------------------------- | ------------------------------------------ |
| 1968 | ф |                  | Chhotto Jigyasa                  |                                            |
| 1969 | ф |                  | Rahagir                          |                                            |
| 1974 | ф |                  | Raktatilak                       |                                            |
| 1980 | ф |                  | Dui Prithibi                     |                                            |
| 1981 | ф |                  | Pratisodh                        |                                            |
| 1981 | ф |                  | Subarna Golak                    |                                            |
| 1983 | ф |                  | Duti Pata                        |                                            |
| 1983 | ф |                  | Agradani                         |                                            |
| 1983 | ф |                  | Jiban Maran                      |                                            |
| 1987 | ф |                  | Amar Sangi                       | Sagar                                      |
| 1990 | ф |                  | Aandhiyan                        | Викрам                                     |
| 1993 | ф |                  | Veerta                           | Amar Roy                                   |
| 1996 | ф |                  | Lathi                            | Somnath                                    |
| 2002 | ф |                  | Devdas                           | Devdas                                     |
| 2003 | ф |                  | Chokher Bali                     | Mahendra                                   |
| 2011 | ф |                  | Paapi                            | Aziz Fajawal                               |
| 2011 | ф |                  | Noukadubi                        | Nalinaksha Chattopadhyay                   |
| 2012 | ф |                  | Shanghai                         | Dr. Ahmadi                                 |
| 2012 | ф |                  | Bikram Singha : The Lion Is Back | Rajiv Kumar Biswas / Bikram Shingha & Gupi |
| 2014 | ф |                  | Force                            | Arjun                                      |
| 2016 | ф |                  | Traffic                          | Superstar Dev Kapoor                       |
| 2016 | ф |                  | Praktan                          | Ujaan Mukherjee                            |
| 2016 | с |                  | Mahanayak                        | Арун Кумар Чаттерджи                       |
| 2016 | ф |                  | Khawto                           | Nirbed Lahiri / Dhrubo                     |
| 2017 | ф |                  | One                              | Aditya Sen                                 |
| 2017 | ф |                  | Yeti Obhijaan                    | Kakababu & Raja Roy Chowdhury              |
| 2017 | ф |                  | Mayurakshi                       | Aryanil                                    |
| 2018 | ф |                  | Kishore Kumar Junior             | Rajat Ghosh aka Kishore Kumar Junior       |